# پهلوان مفرد
پهلوانْ مفرد فیلم سینمایی به کارگردانی و نویسندگی امان منطقی در سال ۱۳۵۰ هجری شمسی است.

## خلاصه
جوان پهلوانی (بیک‌ایمانوردی) به مرشد و مربی خود (ملک‌مطیعی)، که پهلوان ایران‌زمین است، بیشتر از هر کسی علاقه و اعتقاد دارد. ناگهان از خبر ازدواج مرشد خودش با دختری (سپیده) آگاه می‌شود که گویا دختر، همان دختری است که او (جوان) بسیار عاشقش بوده‌است. جوان به‌سختی از خبر آزرده می‌شود و با مرشد از روی خشم روبه‌رو می‌شود و با او به دشمنی و ستیز برمی‌خیزد. زمان می‌گذرد و جوان در رویارویی با راهزنانی قرار می‌گیرد که آنها ماجرای بی‌سیرت کردن دختر موردعلاقهٔ او را به جوان می‌گویند. جوان شگفت‌زده درمی‌یابد که مرشد برای فداکاری و ازخودگذشتگی، با دختر تنها ازدواج کلامی کرده‌است و کار او فقط برای خریدن آبروی دختر بوده‌است. جوان از کرده‌اش سخت پشیمان می‌شود. سپس به نزد مرشد می‌رود و از مرشد تقاضای پوزش می‌کند. مرشد او را می‌بخشد و آن دو با هم ازدواج می‌کنند.

## نقد و بررسی
«پهلوان مفرد» در واقع یک فیلم جاهلی با همان مایه‌های آشنای آن فیلمها، اما در فضایی دیگر است: دوستی و ایثار، مراد و مرید، عشق و سوءظن، تجاوز و… اما امان منطقی این زیرکی را دارد که با انتخاب فضایی متفاوت با فیلمهای جاهلی همزمان خود، به آن ظاهری تازه ببخشد. ولی می‌بینیم از آنجا که زمان و مکان هیچ نقشی در فیلم ندارد، پهلوان مفرد همچنان یک فیلم جاهلی باقی می‌ماند.

## بازیگران

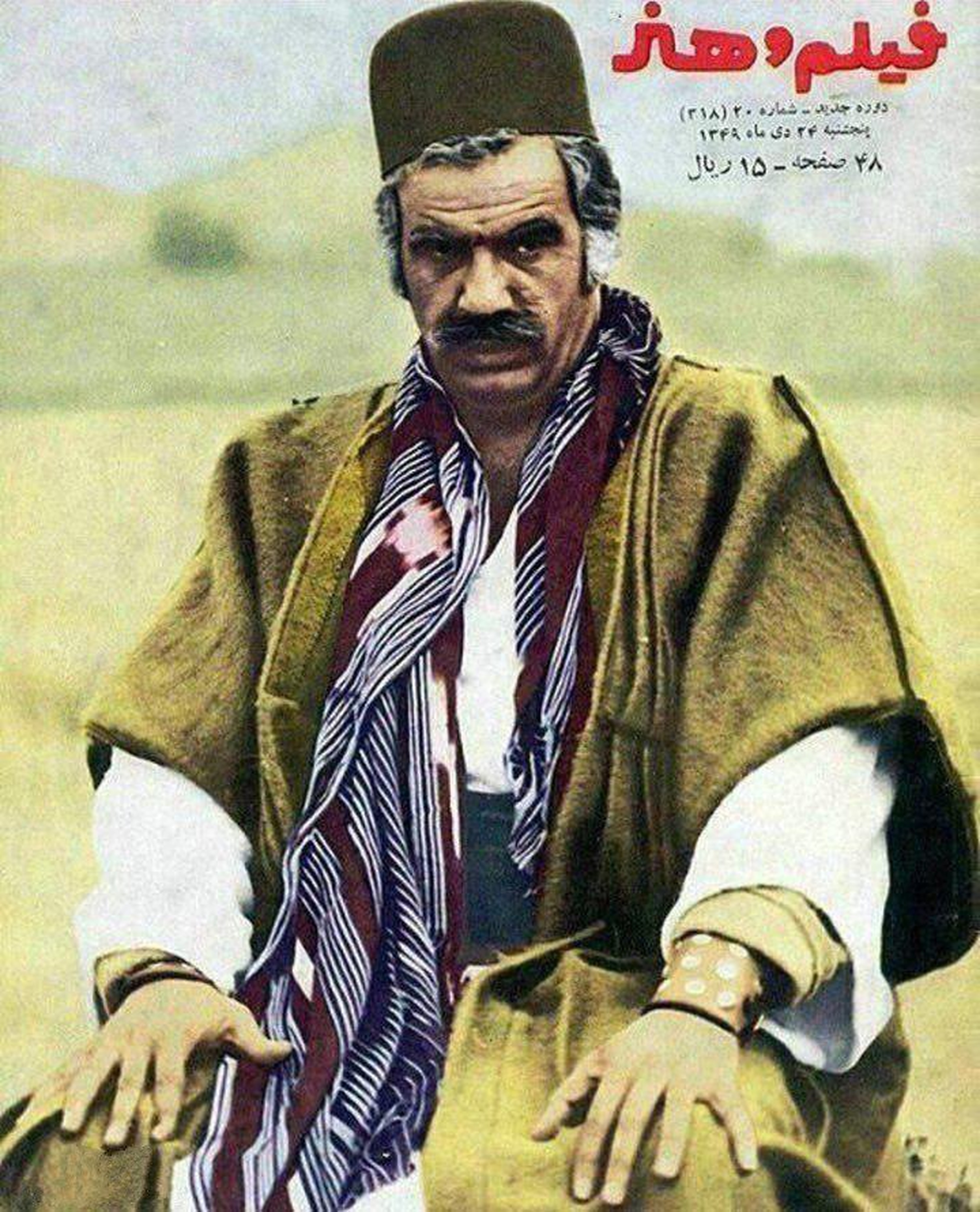
ناصر ملک مطیعی

- ناصر ملک‌مطیعی
- رضا بیک‌ایمانوردی
- سپیده
- حسن رضایی
- فرخ‌لقا هوشمند
- فرامرز رهبری

## موسیقی
موسیقی: مرتضی حنانه
شعر: امان منطقی
خواننده: ایرج